# Relaisstellwerk

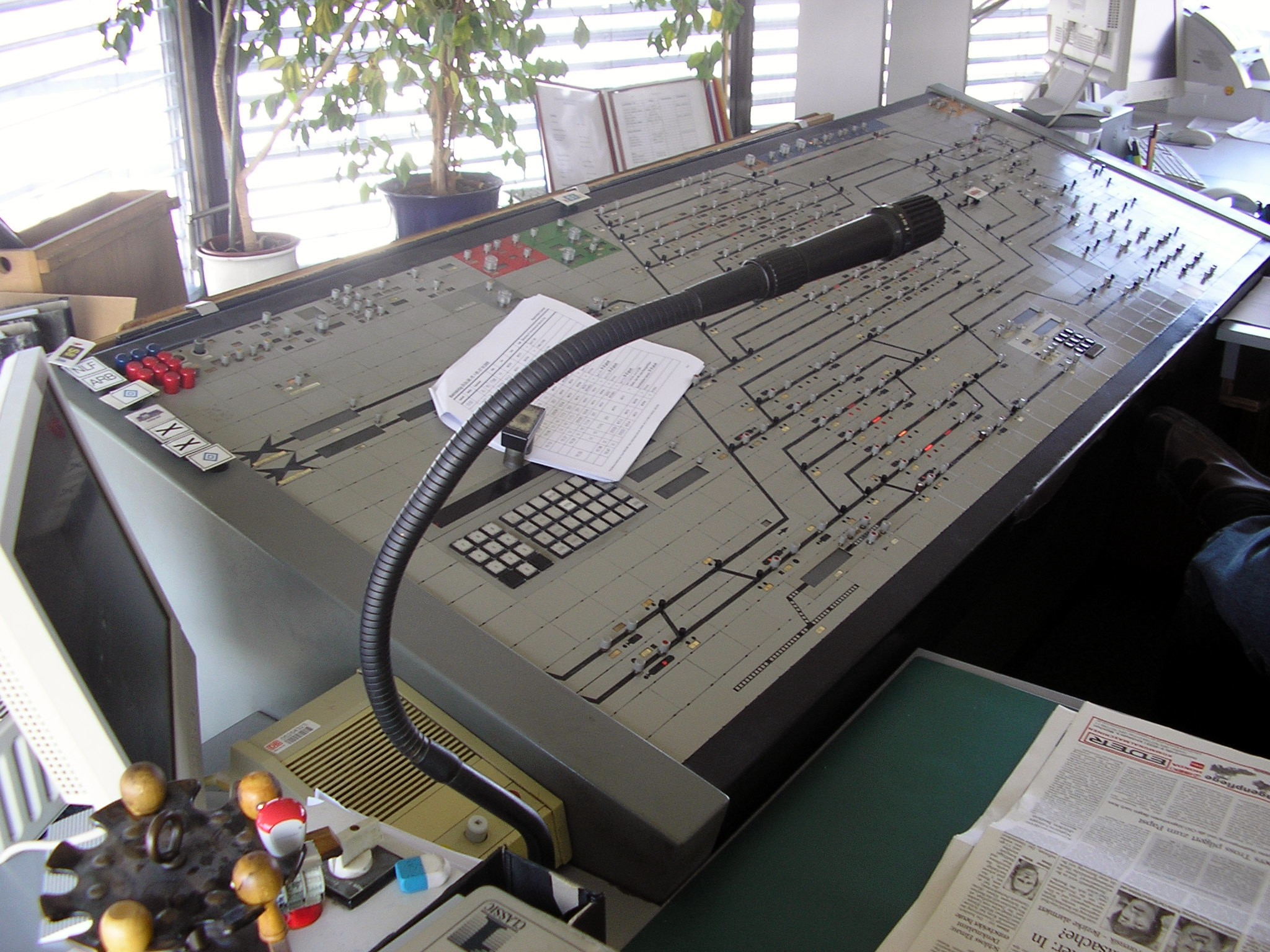
Stelltisch eines Spurplan-Relaisstellwerks im Bahnhof Steinhausen

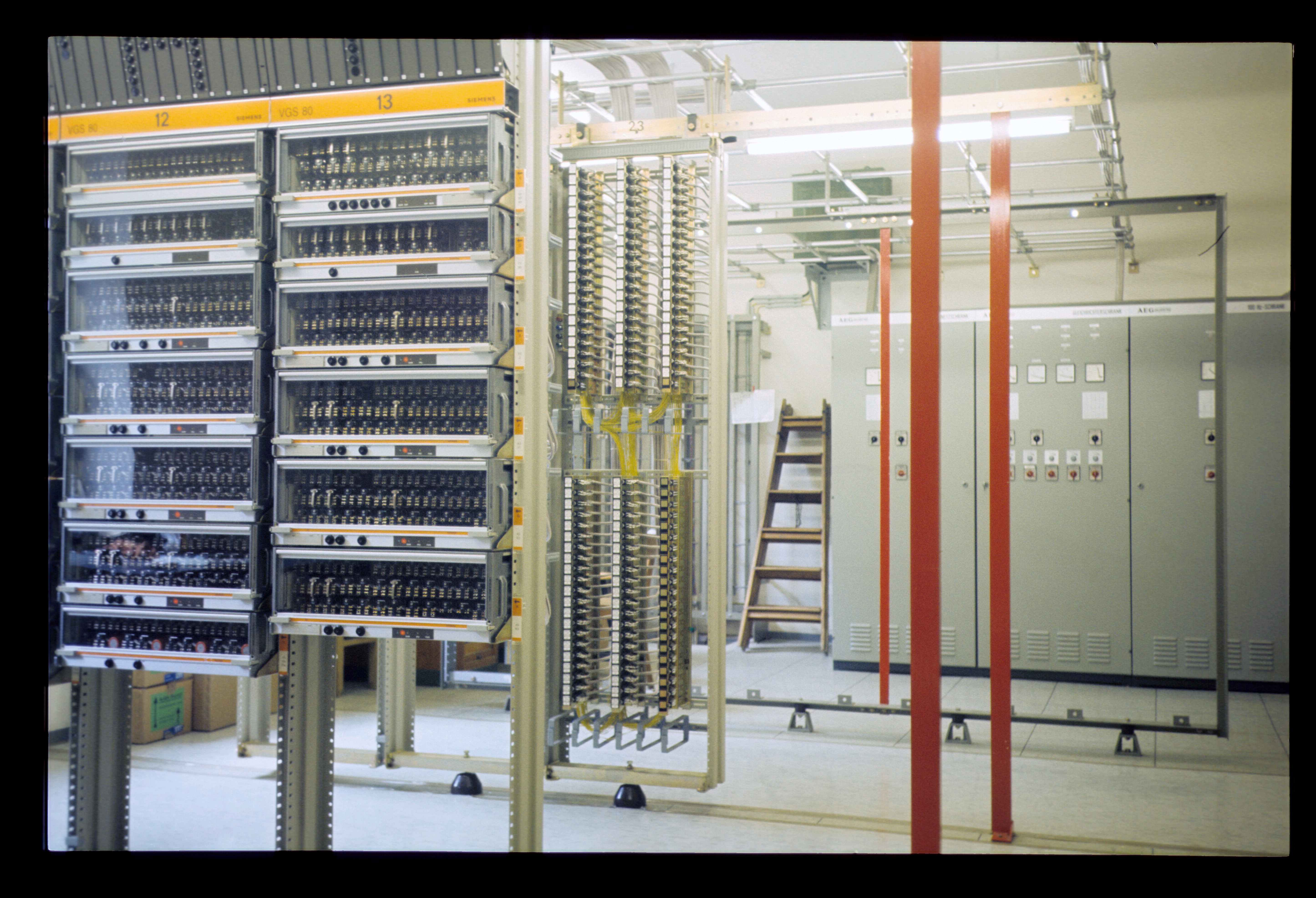
Relaisraum eines VGS 80-Stellwerks in Bau

Ein Relaisstellwerk (kurz auch RSTW) ist eine Bauform des Stellwerks zur Steuerung des Eisenbahnbetriebs, in dem die sicherungstechnischen Abhängigkeiten vollständig elektrisch durch Signalrelais hergestellt werden; nicht sicherheitsrelevante Funktionen können auch mit anderen Relais als Signalrelais realisiert werden. Es ist von der Gattung her ein Gleisbildstellwerk. Das Relaisstellwerk ist der Nachfolger des elektromechanischen Stellwerks und gehört, wie seine Weiterentwicklung, das elektronische Stellwerk, zur Gruppe der elektrischen Stellwerke.

## Prinzip

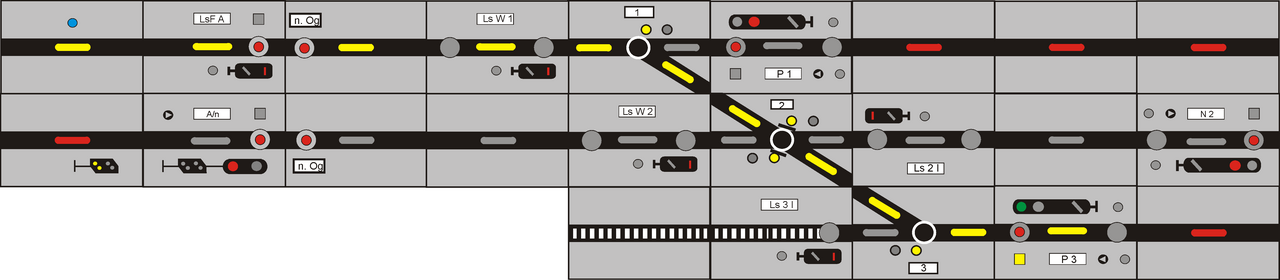
Stelltafel-Ausschnitt eines Stellwerkes der Bauform Sp Dr S 60 mit eingestellter Zugfahrstraße

Relaisstellwerke gestatten das Einstellen technisch gesicherter Fahrwege (Fahrstraße) nicht nur für Zugfahrten (Zug-), sondern auch für Rangierfahrten (Rangierfahrstraßen), was bei mechanischen und elektromechanischen Stellwerken in Mitteleuropa nicht üblich war. Auch müssen bei den meisten Typen die Weichen und andere Einrichtungen im Fahrweg nicht mehr einzeln in die richtige Stellung gebracht werden, sondern die für eine Fahrt benötigten Weichen laufen, wenn sie nicht schon in der benötigten Lage stehen, bei der Fahrstraßeneinstellung selbsttätig in die erforderliche Lage, wobei der Motoranlauf durch die Weichenlaufkette gestaffelt erfolgt, um die Stromversorgung nicht zu überlasten. Nach einer Zugfahrt wird die Fahrstraße zugbewirkt entweder bei älteren Bauformen als Ganzes oder bei neueren abschnittsweise aufgelöst. Handauflösungen als Regelbedienung gibt es nur in wenigen, nicht anders beherrschbaren Fällen.

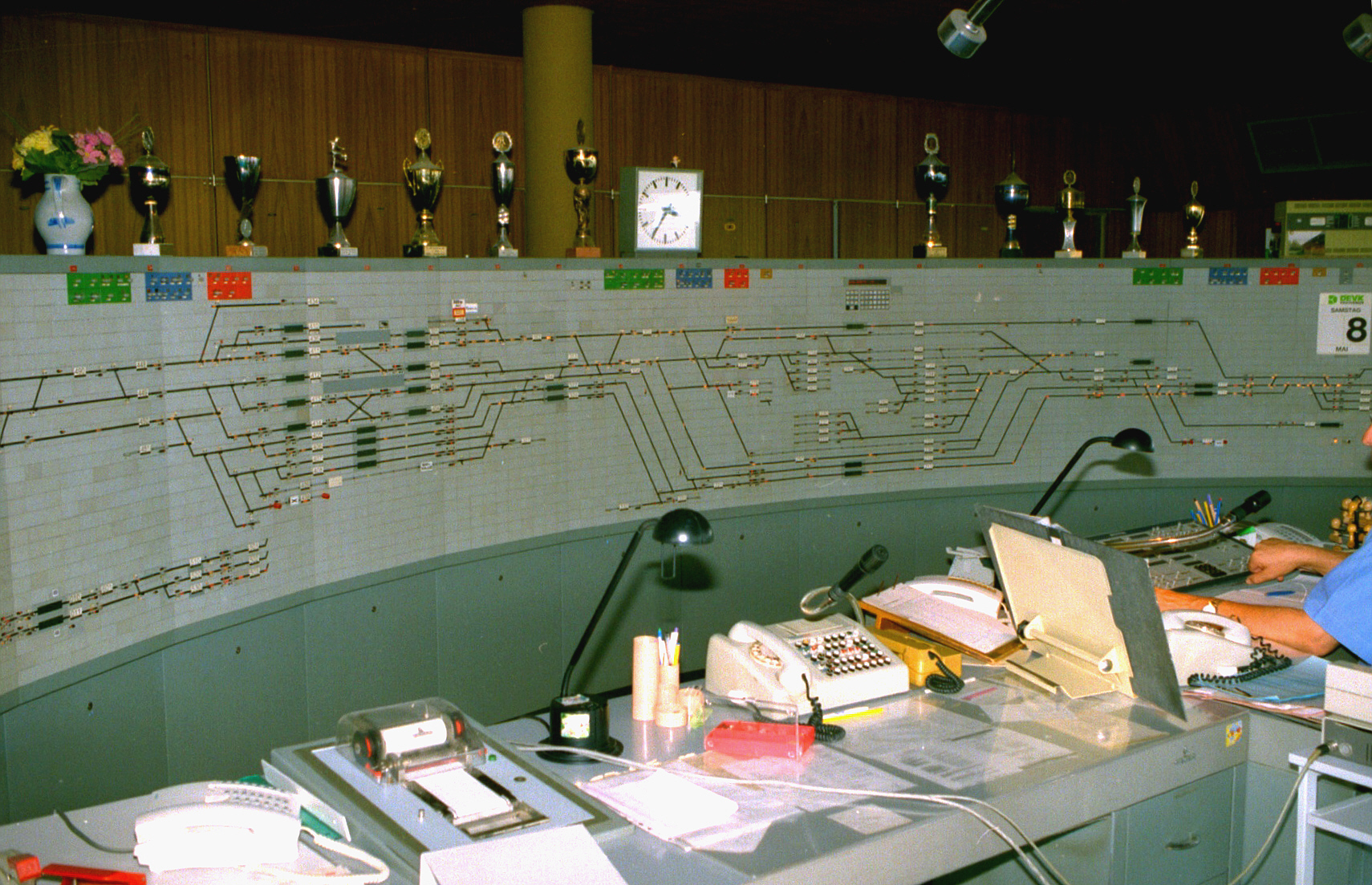
Meldetafel des Sp-Dr-S-60-Stellwerkes des Bahnhofs Trier Hbf mit Nummernstellpult (vorn ganz rechts)

Der Stellbereich ist als schematisches Gleisbild auf einer ebenen Bedienoberfläche dargestellt. Im Gleisbild wird der Betriebszustand durch verschiedenfarbige Leuchtmelder angezeigt. Die Bedienungselemente, die meist Drucktasten (im Gebiet der ehemaligen DR anfangs auch häufig Zugtasten) sind, befinden sich im Gleisbild an der Stelle, wo sich die zugehörigen Einrichtungen auch in der Außenanlage befinden.
Um den Aufbau zu vereinfachen, besteht das Gleisbild bei deutschen und vielen ausländischen Anlagen aus einem Gitterrahmen, in den die Ausleuchtungs- oder Tastenelemente eingesetzt werden. Die Form der Elemente ist abhängig vom Hersteller, so haben WSSB und Thales (vormals Alcatel) quadratische Tischfelder mit einer Kantenlänge von 40 Millimetern, Siemens hingegen rechteckige.
Als Bedienoberfläche dienen ein auf dem Arbeitstisch aufgestelltes Stellpult, ein darin eingelassener Stellkasten oder ein leicht zum Bediener hin geneigter Stelltisch. Für kleine bis mittlere Anlagen wird der Gleisbildschreibtisch benutzt. Dieser kann im Sitzen bedient werden und ermöglicht am gleichen Arbeitsplatz auch die Ausführung schriftlicher Arbeiten.
Große Stellwerke verwenden wegen der besseren Übersicht eine senkrecht stehende Stell- und Meldetafel bzw. Stellwand, die im Regelfall mithilfe eines Gleisbildschreibtisches vom Arbeitsplatz des Bedieners aus bedient wird. In diesem Fall ist die Gleisbilddarstellung auf dem Bedientisch stark vereinfacht, nur selten notwendige Einzelbedienungen wie das Umstellen von Weichen erfolgen mit einer Nummernvorwahleinrichtung. An Stelle der Tasten befinden sich in der Meldetafel Tastenlampen, an deren Aufleuchten der Bediener die korrekte Auswahl des zu bedienenden Elementes erkennen kann. Zusätzlich sind meist am unteren Rand Weichen- und Weichengruppentasten in die Meldetafel eingebaut. Mit diesen Tasten kann auch bei Ausfall der Nummernvorwahl eine Bedienung stattfinden.
Bei der ehemaligen Deutschen Bundesbahn war der Begriff Drucktastenstellwerk (Dr-Stellwerk) etabliert. Die ehemalige Deutsche Reichsbahn verwendete die Bezeichnung Gleisbildstellwerk. Bis auf die Tatsache, dass nicht alle Relaisstellwerke Drucktastenstellwerke sind, haben die Begriffsunterschiede keine Bedeutung.
Die Deutsche Bahn betrieb Anfang 2006 1830 Relaisstellwerke mit 141.231 Stelleinheiten. Die im Jahr 2003 bei der DB am weitesten verbreiteten Typen waren Sp Dr S60 (543 Anlagen), Dr S2 (342 Anlagen) und GS II DR (251 Einheiten). Rund 60 Prozent der Stelleinheiten im Netz der DB wurden von Relaisstellwerken überwacht und bedient.
Als wesentliche Vorteile gegenüber mechanischen und elektromechanischen Stellwerken zählen:
- der Überblick über die Außenanlagen ist umfassend und erleichtert die Disposition
- durch die lageplanartige Anordnung der Bedienelemente ist die Bedienung intuitiver als bei einem klassischen Hebelwerk, der Lernaufwand bei der Einarbeitung der Mitarbeiter ist geringer
- die Bedienung über Tasten erfordert keine schwere körperliche Arbeit, sie ist mit einem Gleisbildschreibtisch, einer getrennten Bedien- und Meldeeinrichtung und in gewissen Grenzen auch mit einem Gleisbildstelltisch im Sitzen möglich
- durch die nur vom Aderwiderstand begrenzten, deutlich längeren Stellwege kann ein zentrales Relaisstellwerk mehrere herkömmliche Stellwerke ersetzen
- Erhöhung der Sicherheit durch selbsttätige Gleisfreimeldeanlagen und gesicherte Rangierfahrstraßen
- der Betriebsablauf wird durch das selbsttätige Umlaufen von Weichen bei der Fahrstraßeneinstellung sowie die generell zugbewirkte Auflösung von Fahrstraßen, die als Teilfahrstraßen schon kurz nach der Räumung des Zuges die nicht mehr benötigten Fahrwegelemente freigeben, beschleunigt
- Relaisstellwerke eignen sich in Verbindung mit einer selbsttätigen Gleisfreimeldeanlage für eine Fernsteuerung
- Die Einrichtung von Fahrmöglichkeiten im jeweiligen Gegengleis wie Gleiswechselbetrieb ist deutlich einfacher als in mechanischen und elektromechanischen Stellwerken. Sie müssen trotzdem gesondert projektiert werden, deshalb wurde insbesondere bis in die 1970er Jahre häufig darauf verzichtet.

Im Vergleich zu elektronischen Stellwerken liegt der Vorteil von Relaisstellwerken bei prinzipiell gleichen Stellentfernungen zwischen Innen- und Außenanlage darin, dass das Ausfallverhalten von Relaisanlagen kalkulierbarer und die Fehleroffenbarung ohne aufwändige Hilfsmittel besser ist. Eine Störung auch in der Innenanlage kann kaum zum Totalausfall des gesamten Stellwerkes führen. Zudem ist eine Klimatisierung der Technikräume im Regelfall nicht erforderlich.

## Bedienung
Die Bedienung erfolgt über das Zweitastenprinzip: Zum Einleiten eines Stellvorganges müssen zwei logisch zueinander gehörende Tasten gleichzeitig bedient werden. Dadurch sollen versehentliche Bedienungen vermieden werden.
Um eine Fahrstraße für einen Zug oder eine Rangierfahrt einzustellen und das Signal auf Fahrt zu bringen, werden die Starttaste und Zieltaste gleichzeitig bedient. Die Starttaste befindet sich am Beginn des Fahrweges. Sie ist dem Signal zugeordnet, das auf Fahrt gestellt werden soll. Die Zieltaste befindet sich vom Stellwerkstyp abhängig in dem Gleis, in das die Fahrt erfolgen soll, oder am folgenden Signal, an dem die Fahrt endet. Bei einigen Versionen sind die Start- und Zieltasten auch Gleistasten. In derartigen Stellwerken muss vor der Start-Ziel-Bedienung eine Richtungsvorwahl erfolgen.
Bei den meisten Bauformen laufen danach die Weichen selbsttätig in die benötigte Lage um. Ist der Weichenselbstlauf ausgeschaltet, beispielsweise für Fahrten mit besonderem Auftrag oder wenn ohne festgelegte Rangierfahrstraßen rangiert werden muss, werden die für die vorgesehene Fahrt umzustellenden Weichen durch Blinklicht markiert. Haben alle erforderlichen, beweglichen Fahrwegelemente die erforderliche Lage erreicht, tritt je nach Typ ohne weitere Bedienhandlung der Verschlusszustand ein; oder der Verschluss erfolgt erst bei Annäherung einer Fahrt (der Verschluss entspricht in mechanischen und elektromechanischen Fahrstraßen-Stellwerken einem umgelegten Fahrstraßenhebel). Sobald alle Voraussetzungen für die Fahrt vorliegen, also auch die Gleise einschließlich der Flankenschutzräume frei von anderen Fahrzeugen oder Fahrstraßenbelegungen sind, wird die Fahrstraße festgelegt und das Hauptsignal kommt selbsttätig in die Fahrtstellung. Die Löschung der Signalfahrtbegriffe, die Fahrstraßenauflösung und Blockvorgänge, die keinen Bedienereingriff wie die Rückblockabgabe nach der Zugschlussfeststellung bei halbautomatischem Relaisblock erfordern, laufen ebenfalls selbsttätig ab. Nicht ohne zusätzlichen Aufwand automatisierbar ist die Erlaubnisabgabe.
Ein Vorgang, für den bei mechanischen und elektromechanischen Stellwerken eine Vielzahl von Bedienhandlungen benötigt werden, ist hier also mit dem Drücken zweier Tasten erledigt.
Einzelbedienungen von Außenanlagen wie Weichen, Gleissperren oder freibedienbare Rangiersignale erfolgen durch das Betätigen der entsprechenden Taste im Gleisbild mit einer entsprechenden Gruppentaste, die sich in der Regel gut erreichbar am unteren Rand des Stelltisches befinden. Selten oder nur im Störungsfall benötigte Gruppen- und Hilfstasten (wie die Gruppenhilfstaste für das hilfsweise Auflösen von Fahrstraßen) werden dagegen am oberen Rand des Gleisbildes angeordnet. Bei Gleisbildtischen ab einer gewissen Größe werden diese Gruppen- und Hilfstasten wegen der begrenzten Armreichweite der Bediener mehrfach vorgesehen. Tasten, deren Bedienung nachweispflichtig ist, erhalten eine versiegelbare Abdeckung, ein Zählwerk in Verbindung mit einem ebenfalls versiegelten Ausbauschutz und in seltenen Fällen beides. Gruppentasten sind in der Regel zusätzlich farbig gekennzeichnet. Typische Farben sind:
- grün: Signalfahrt- und Rangiersignalgruppentasten
- rot: Signalhalttasten
- blau: Weichentasten und Weichengruppentasten einschließlich der Hilfstasten
- gelb: alle Blocktasten.

Die übrigen Tasten sind in der Regel schwarz.
Bei Stellwerken mit Funktionszeitdrucker oder sonstiger technischer Registrierung von Hilfshandlungen entfallen die Zählwerke. Die betreffenden Tasten sind im Gleisbild gekennzeichnet, beim Hersteller WSSB beispielsweise durch einen roten Ring auf der Gleisbildtischoberfläche um den betreffenden Tastenschaft.

## Entwicklung

### Vorläufer
Die Entwicklung eines neuen Stellwerkstyps, bei dem die Bedienelemente auf einer ebenen Fläche zusammengefasst sind und die Stell- und Sicherungstechnik nur noch elektrisch wirkt, begann vor dem Zweiten Weltkrieg.
Vor den eigentlichen Relaisstellwerken wurden aus den elektromechanischen Stellwerken Bauarten entwickelt, die die Abhängigkeiten, die für Sicherungsanlagen nötig sind, schon nur mehr elektrisch realisierten, also ohne ein mechanisches Verschlussregister. Häufig wurden dabei die mechanisch bewegten Kontaktachsen der elektromechanischen Stellwerke weiter verwendet, aber nun durch Elektromagneten bewegt.
- In Deutschland gab es während der 1930er Jahre dazu erste Versuche mit so genannten Patronenstellwerken. Man stellte den zum Stellwerk gehörenden Gleisbereich mit Metallteilen auf einer ebenen Bedienoberfläche schematisch dar. Die elektrisch angetriebenen Weichen waren darauf als Hebel ausgebildet, mit denen man sie umstellen konnte. Diese waren in das Gleisbild integriert und zeigten die jeweilige Stellung und damit den eingestellten Fahrweg an. Die zugehörigen Schalter, auch die für die Signale, steckten in einer Art Patronenhülse, die in die Bedienoberfläche eingesetzt war. Ein Anfang war gemacht, doch diese Stellwerke kamen über das Versuchsstadium nicht hinaus und erlangten daher keine Bedeutung. Eingebaut werden sollte es in Birkenwerder bei Berlin.
- In der Schweiz[3] wurde 1939 von der Firma Signum ein einreihiges Schalterwerk ohne mechanische Abhängigkeiten gebaut. Die Abhängigkeiten wurden ebenfalls über Kontaktachsen realisiert. Weitere solche Schalterwerke folgten in den 1940er und 1950er Jahren – siehe dazu den folgenden Abschnitt.
- In Österreich[4] wurde von der Firma OES in den Jahren nach dem Zweiten Weltkrieg das „Drehachsen-Stellwerk“ entworfen, wobei man die „Drehachse“, die viele Kontakte steuert, auch als „sehr langes Relais“ bezeichnen kann. Die Anordnung der Bedieneinrichtungen war verschieden gelöst: In manchen solchen Stellwerken waren Druck- oder Zugtasten in Reihen angeordnet, in anderen auf Pulten ungefähr in der Lage der Weichen und Signale, in der letzten Bauart schon in einem Gleisbild.
- In Nordamerika tauchten mit der Einführung von CTC (Centralized Traffic Control) in den 1930er Jahren die ersten vollelektrischen Relaisstellwerke auf.

### Integra-Schalterwerke in der Schweiz
Die Schweizer Schalterwerke der Firma Integra zeichnen sich durch folgende Eigenschaften aus:
- Sämtliche Abhängigkeiten zwischen den Schaltern (Weichen und Fahrstrassensignalschalter sowie evtl. Block- und Barrierenschalter) sind elektrisch hergestellt. Dadurch sind keine Verschlusslineale nötig.
- Im Allgemeinen sind mindestens die von Zugfahrten befahrenen Abschnitte mit Gleisfreimeldeanlagen ausgerüstet. Für die Einstellung und Auflösung einer Fahrstrasse ist daher im Normalfall keine Prüfung durch Hinsehen nötig (Ausnahme: Rangierfahrten und Streckenblock mit Handrückmeldung).
- Für sämtliche Rückmeldungen (Signalstellungen, Isolierungen, Sperren, Streckenblock, Weichenüberwachung, …) werden kleine Lampen verwendet. Diese sind mit wenigen Ausnahmen in einer auf dem Schaltwerk aufgebauten Tafel mit Gleisplan an der geographisch richtigen Stelle eingebaut.
- Die Auswahl der Fahrstrasse geschieht mittels den Stationsgeleisen zugeordneter Gleistasten. Diese müssen in der ersten Rast des Fahrstrassensignalschalters gedrückt werden. Dadurch wird nach Prüfung der korrekten Lage der Weichen die Freigabesperre des Fahrstrassensignalschalters erregt, wodurch dieser weitergedreht werden kann. Sind die Blockbedingungen, die Weichenüberwachung sowie weitere Bedingungen geprüft, wird auch die Kuppelstromsperre, die nur beim Einstellen des Schalters wirkt, erregt. Daraufhin können beide Kuppelstromsperrnocken überwunden und der Schalter bis 90° gedreht werden. Das Signal geht dabei automatisch auf den Fahrbegriff, den die Weichenstellung erlaubt.

### Gleisbildstellwerke
Im nächsten Entwicklungsschritt ergaben sich wesentliche Neuerungen:
Die Bedienungselemente sind nun Druck- oder Zugtasten, die auf einer ebenen Bedienoberfläche in einer wirklichkeitsähnlichen Darstellung der Gleisanlagen und Signale dort angeordnet sind, wo sich die zu bedienende Einrichtung vor Ort befindet. Für die vom Stellwerk bedienten Einrichtungen im Gleis (Weichen, Gleissperren) werden nur noch elektrische Antriebe verwendet, veränderbare Signale sind stets Lichtsignale. Das Einrichten größerer Stellbezirke wurde ermöglicht, denn der Bediener muss das Freisein des Fahrweges im Rahmen der Fahrwegprüfung nicht mehr durch Hinsehen (auf Augenschein), wie noch in mechanischen und elektromechanischen Stellwerken, prüfen, sondern es kommt eine selbsttätige Gleisfreimeldeanlage zum Einsatz. Bei fahrstraßenbasierten Stellwerken insbesondere auf kleineren Bahnhöfen wurde gelegentlich auf selbsttätige Gleisfreimeldeeinrichtungen verzichtet. Bei solchen Stellwerken ist die Fahrwegprüfung durch Hinsehen wie bei mechanischen und elektromechanischen Stellwerken erforderlich.

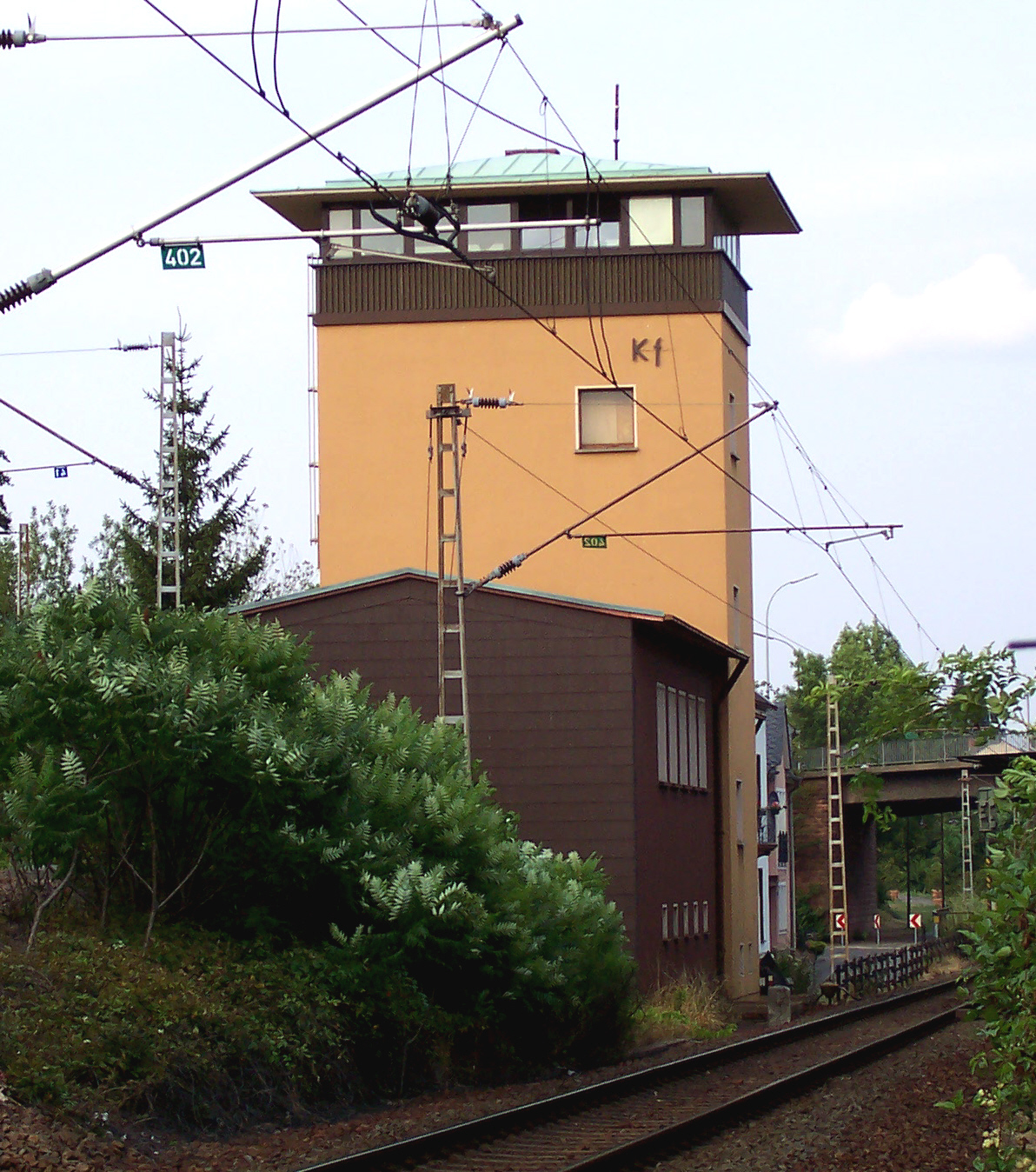
Gebäude eines Gleisbildstellwerkes mit angebautem Relaisraum

Das Stellwerk arbeitet nur noch mit Stromkreisen, die von Relais geschaltet werden; mechanische Verschlusseinrichtungen fehlen gänzlich. Sie sind in Funktionsgruppen zusammengefasst, auf Gestellen montiert und in einem besonderen Relaisraum, in kleineren Stellwerken in einem Relaisschrank untergebracht, der, um Manipulationen auszuschließen, nur dem technischen Instandhaltungspersonal zugänglich ist. Die Relais werden einerseits vom Bediener durch das Bedienen der Tasten, andererseits von den Fahrzeugen über die Gleisschaltmittel der Gleisfreimeldeanlage angesteuert.

### Bauformen in Deutschland

#### Deutsche Bundesbahn

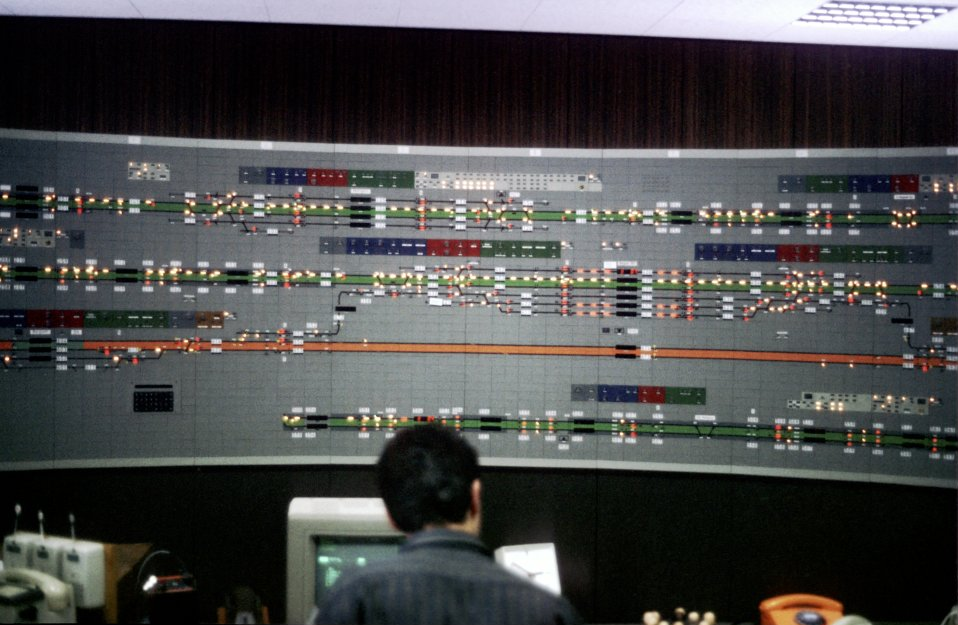
Vom Bedienraum des Relaisstellwerks im Betriebsbahnhof Burgsinn wird ein über 50 km langer Streckenabschnitt der Schnellfahrstrecke Hannover–Würzburg gesteuert. (Aufnahme von 1988)

Während des Zweiten Weltkriegs kam die Entwicklung der Relaisstellwerke weitgehend zum Erliegen. Am 18. Oktober 1948 wurde von Siemens & Halske (Signalwerk Braunschweig) der damaligen „Deutschen Reichsbahn im Vereinigten Wirtschaftsgebiet“ im Bahnhof Düsseldorf-Derendorf das erste voll einsatzfähige Relaisstellwerk („Dr I“) übergeben, das noch in anderen Bahnhöfen zum Einsatz kam, u. a. im Bahnhof Hamburg-Altona und im Bereich der Fernsteuerstrecke von Nürnberg nach Regensburg.
Neben Siemens baute später auch die in Stuttgart ansässige Firma C. Lorenz, die 1958 mit Standard Elektrik zu Standard Elektrik Lorenz (SEL) fusionierte, Relaisstellwerke für die Deutsche Bundesbahn auf Basis zu Signalrelais weiterentwickelter Fernmelderelais. Das von der Deutschen Bundesbahn eingeführte Kürzel zur Bezeichnung der Bauform unterscheidet nun die Hersteller. So steht das Kürzel „Dr S“ für Siemens und „Dr L“ für Lorenz („Dr A“ für AEG kam über Probeinstallationen nicht hinaus). Frühe Bauformen von Lorenz hießen „Dr L 2“ und „Dr L 3“. Ihnen folgten die Bauformen „Dr L 20“ und „Dr L 30“, ab 1963 „Sp Dr L 60“. Der Bereich Bahnsysteme, später Transportsysteme von Standard Elektrik Lorenz, später Alcatel SEL AG, gehörte von 2007 zur französischen Thales Group und wurde 2024 an Hitachi veräußert. Die Stellwerke beider Hersteller unterscheiden sich unter anderem in Größe und Aussehen der Bedien- und Meldeelemente, anfangs aber auch in der Bedienung. Bei neueren Stellwerken der 60er Generationen, den so genannten Spurplanstellwerken (s. weiter unten), wurde die Bedienung jedoch firmenübergreifend vereinheitlicht.
Der Nachfolger des „Dr I“-Stellwerks wurde daher „Dr S“ genannt. Das erste Stellwerk vom Typ Dr S ging 1951 in Betrieb und ist auch heute noch in vielen Bahnhöfen im Einsatz. Für kleinere Bahnhöfe entwickelte der Hersteller das „Dr S 2“-Stellwerk, das in größerer Stückzahl gebaut und eingesetzt wurde. Darauf aufbauend entstand 1952 die Bauform „Dr S 3(2)“ für mittelgroße Bahnhöfe.
Bei der Aufteilung des Bahnhofs in Stellwerksbezirke orientierte man sich in der Anfangszeit noch weitgehend an den in mechanischer und elektromechanischer Stellwerkstechnik realisierten Bahnhöfen und baute in größeren Bahnhöfen eine Befehlsstelle mit mehreren Wärterstellwerken. Dabei rangierten die Weichenwärter in ihren Stellbezirken selbstständig, Zugfahrstraßen dagegen konnten sie nur auf Befehl und nach Auftrag durch den Fahrdienstleiter in der Befehlsstelle einstellen. Schon bald ging man aber zum Bau von Zentralstellwerken über.
Schon von Anfang an wurden Relaisstellwerke modular aus standardisierten Relaisgruppen aufgebaut, die jeweils eine bestimmte Funktion (z. B. Steuerung eines Signals oder einer Weiche, oder Einstellen oder Auflösung von Fahrstraßen) ausführen, innerhalb des gleichen Typs austauschbar sind und industriell gefertigt werden können. Auch die Anzeige- und Bedienelemente sind aus genormten Einzelbauteilen zusammengesetzt. Bei den fahrstraßenbasierten Stellwerken werden dabei die Verbindungen zwischen den einzelnen Relaisgruppen durch auf der Baustelle einzulegende „Rangierverdrahtung“ zwischen in der Regel auf den Gruppenrückseiten angeordneten Lötösenverteilern nach im Einzelfall auf Grundlage der jeweiligen Grundschaltungen projektierten Plänen hergestellt.
Da dies relativ aufwendig und komplex ist, wurde über Verbesserungen nachgedacht, die zur Entwicklung des Spurplanstellwerks führten. Das bedeutet, dass jedes Fahrwegelement (Weiche, Kreuzung, Gleisabschnitt) eine eigene und über eine zugehörige eigene Relaisgruppe gesteuerte Teilfahrstraße darstellt. Die Relaisgruppen sind durch Spurkabel miteinander genauso verbunden wie die einzelnen Elemente in der realen Gleisanlage. Die Anzahl der auf der Baustelle herzustellenden Lötverbindungen sinkt drastisch. Das Stellwerk sucht sich über die Spurkabel selbstständig bei jeder Fahrstraßenanforderung den Fahrweg und sichert diesen. Damit ist es nicht nötig, jede Fahrstraße manuell zu realisieren, klassische Fahrstraßengruppen gibt es nicht, jeder mögliche Fahrweg kann ohne zusätzlichen Schaltungsaufwand durch das Stellwerk eingestellt werden. Nur kompliziertere Umfahrwege und Hilfsfahrstraßen erfordern größeren Bedienaufwand.
Herstellerseitige Unterschiede begründen sich in der Anzahl der Spuradern (20 bei Siemens – erst bei SpDrS600 erweitert –, 30 bei Lorenz und WSSB) und der deswegen verbliebenen diskreten Querverdrahtungen für Stellausschlüsse der Fahrstraßen untereinander. Im Gegensatz dazu sind bei fahrstraßenbasierten Stellwerken nur die Fahrwege signalisierbar, die bei der Projektierung des Stellwerks vorgesehen und in größtenteils freier Schaltung eingebaut wurden. Ein Relaisstellwerk mit dieser Technik wird auch Spurplanstellwerk (Abkürzung Sp) genannt.
Bei kleineren Anlagen ist ein Spurplanstellwerk aufwendiger als ein fahrstraßenbasiertes Stellwerk, weshalb in kleinen Bahnhöfen die fahrstraßenbasierten Bauformen Dr S 2 und GS II DR auch nach Einführung der Spurplanstellwerke weiter neu gebaut wurden.
Für die damalige Deutsche Bundesbahn sind u. a. die Spurplanstellwerke der Prototypbauformen „Sp Dr S 57“ und „Sp Dr S 59“ von Siemens sowie „Sp Dr L 20“ von Standard Elektrik Lorenz entwickelt worden, die dann in die in großen Stückzahlen gebauten Bauformen „Sp Dr S 60“ und „Sp Dr L 30“ mündeten. Das erste Stellwerk vom Typ SP Dr S 60 ging im Jahr 1963 in Betrieb. Im Zuge einer von der Bundesbahn gewünschten Anpassung der Bedienung der Lorenzstellwerke an das Sp Dr S 60 wurde von Lorenz die Bauform „Sp Dr L 60“ entwickelt.
Das erste Stellwerk der Bauform Sp Dr S 57 befand sich bis 2011 in Kreiensen. Etwa seit Ende der 1960er Jahre bis Anfang 1990 ersetzten die Serienbauformen „Sp Dr S 60“, „Sp Dr L 30“ und „Sp Dr L 60“ viele der vorhandenen mechanischen und elektromechanischen Stellwerke, teilweise auch bereits wieder die ersten Relaisstellwerke. Das erste Stellwerk der Bauform Sp Dr S 60 befindet sich in Sarstedt; es ist mit stark reduziertem Spurplan noch in Betrieb.
Siemens entwickelte dann Ende der 1970er Jahre mit dem „Sp Dr S 600“ noch eine Nachfolgebauform mit erweiterter Funktionalität, die vor allem in größeren Bahnhöfen und auf Neubaustrecken Vorteile brachte, aber auch auf mittleren und kleinen Bahnhöfen zum Einsatz kam.
Die Firma C. Lorenz dagegen brachte mit dem „MC L 84“ im Jahr 1984 ein vereinfachtes Spurplanstellwerk auf den Markt, das mit einem verkleinerten Funktionsumfang speziell für die Bedürfnisse kleiner Bahnhöfe optimiert wurde. Hier wurden je ein Signal und eine von ihm gedeckte Weiche in einer gemeinsamen Gruppe verschaltet und so die Anzahl der verschiedenen Schaltgruppen auf ein Minimum reduziert.
Stellwerke, die noch nicht das Ende ihrer Nutzungsdauer erreicht hatten, wurden vereinzelt an anderen Orten wieder verwendet, so z. B. das Dr S 2-Stellwerk von Rethen(Leine) in Emmerke, bis es dort durch einen abgesetzten Stellrechner des elektronischen Stellwerks Hildesheim abgelöst wurde. In Bahnhöfen mit geringem Güterverkehr wurden die letzten Relaisstellwerke wieder in einer vereinfachten Bauform eingesetzt (Sp Dr S 60 V). Dort gibt es keine Rangiersignale (Hp0/Sh1). Beispiele sind Weetzen und Himmighausen.
Bis Ende 1981 waren im Bereich der Deutschen Bundesbahn 1500 Gleisbildstellwerke mit einem Gesamtinvestitionsvolumen von 3,7 Milliarden DM in Betrieb genommen worden. Die Zahl der Arbeitsplätze auf den Stellwerken konnte dadurch um 13 000 vermindert werden.
Die Deutsche Bundesbahn verkürzte auch in dienstlichen Unterlagen die Begriffe Zugfahrstraße zu „Zugstraße“ und Rangierfahrstraße zu „Rangierstraße“. Bei anderen Betreibern ist das nicht üblich.

#### Deutsche Reichsbahn
Die Deutsche Reichsbahn ließ Anfang der 1950er Jahre die ersten Gleisbildstellwerke in Relaistechnik bauen.
Die ersten der „Bauform 0“, gebaut 1951 in Wildau und Königs Wusterhausen (Kwm), stammten noch erkennbar vom elektromechanischen Stellwerk ab, beispielsweise verwendete man Gleichspannungen von 34 Volt für die Überwachung und 136 Volt für den Stellstrom.
Zum Einsatz in Serie kamen die Bauformen „GS I DR“ (ab 1950/1951), „GS II“ (ab 1958/1959), „GS II Sp64“ (ab 1968/1969), „GS II A68“ (ab 1968; Stellwerk für Ablaufbetrieb auf Rangierbahnhöfen) und „GS III Sp68“ (ab 1974). Die Nachfolgebauart GS III 80 mit Einebenenrelaisgruppen, die in den Relaisgestellen Rücken an Rücken eingebaut werden können, wurde nur noch in sehr wenigen Exemplaren gebaut. Bauformen mit der Buchstabengruppe Sp sind Spurplanstellwerke. Mit der Bauform I wurde auf die noch heute genutzten Spannungsebenen von 60 Volt Gleichspannung für die Versorgung der Relaisstromkreise und 380 Volt Dreiphasenwechselspannung als Stellspannung für Weichen- und Gleissperrenantriebe umgestellt. Während die Signale bei Stellwerken der Bauform GS I DR mit einer Gleichspannung von 60 Volt gespeist werden, wobei abhängig von der Stellentfernung Signallampen für 50, 40 oder 30 Volt verwendet werden und der weitere Abgleich der Lampenströme durch Widerstände erfolgt, werden sie bei allen folgenden Bauformen mit 185 Volt Wechselspannung versorgt. Die Anpassung an die hier verwendeten Flachkernwendellampen mit 12 Volt und 20 Watt erfolgt durch einen Transformator in jedem Laternendeckel. An der größeren Bauhöhe der Deckel sind diese Laternen von außen erkennbar.
Die Bauform GS II existiert in zwei Ausführungen als GS II DR für Bahnen mit Reiseverkehr mit Hl-Signalisierung und GS II IB für Industriebahnen mit vereinfachten Schaltungen. Eine Weichengruppe enthält bei dieser Bauform Einrichtungen für zwei Weichen. Beide Versionen wurden in verschiedene Länder mit jeweils angepasster Signalisierung exportiert. Bei der Bauform GS II Sp64 gibt es vier Ausführungen:
- GS II Sp64a für Industriebahnen
- GS II Sp64b für die Deutsche Reichsbahn
- GS II Sp64c für die Berliner U-Bahn
- GS II Sp64d für Exportkunden

Markant für ältere DR-Anlagen war die Bedienung mit Zugtasten. Diese haben zwar den Vorteil, dass sie nicht versehentlich betätigt werden können, allerdings greift sich die Pultoberfläche schnell ab und wird unleserlich. Bei der Bauform GS I wurde beispielsweise die Weichenumstellung nur mit einer einzelnen Taste ausgelöst, die dafür kurz in gezogener Stellung festgehalten werden musste. Auch viele Stellwerke der Bauform GS II DR wurden ursprünglich mit Zugtasten errichtet und zwischenzeitlich auf Drucktasten umgerüstet, was durch die generelle Zweitastenbedienung aber sicherheitstechnisch unbedenklich ist.
Bei der Bauform GS I gab es noch keine Relaisgruppen in der später üblichen Form. Die Relais mit offenen Kontakten, denen man die Herkunft von den VES-Magnetschaltern aus der Zeit vor dem Zweiten Weltkrieg ansieht, werden von unten in die Gestelleinsätze für je drei Relais eingesetzt. Es gibt sie als Einfach-, Zweifach- und Dreifachrelais, wobei ein Dreifachrelais einen Gestelleinsatz vollständig belegt. Zusammengehörende Relais werden lediglich räumlich nahe beieinander untergebracht, die gesamte Verdrahtung wird auf der Baustelle in freier Schaltung realisiert.
Mit der Bauform GS II wurden vorgefertigte Relaisgruppen und neue, staubgeschützte Relais in zwei Größen eingeführt. In der großen Bauform waren das Normal-, Kipp-, Stütz- und Blockrelais, in der kleinen Bauform Klein- und Haftrelais sowie Flachrelais-, Kondensatoren-, Trafo-, Verzögerungs- und Blockinduktoreinsätze.
Ein Relais der großen entspricht zwei übereinander angeordneten Relais der kleinen Bauform. Sie sind auf der Rückseite steckbar und mit einer Klarsichtkappe berührungssicher und staubgeschützt abgedeckt. Eine Unverwechselbarkeitseinrichtung in Form einer Blechplatte mit Bohrungen, in die Stifte auf der Steckerseite der Relais eingreifen, verhindert den Einbau von falschen Relais. Diese Unverwechselbarkeitseinrichtung codiert jedoch nur die Kontaktbestückung.
Für die meisten Anwendungsfälle gibt es vorgefertigte und mit geprüfter Innenschaltung versehene Relaisgruppen mit genormten und identischen Maßen, so beispielsweise Weichen-, Fahrstraßenhaupt- und -zusatzgruppen, verschiedene Signalgruppen und Blockgruppen für Relais- und automatischen Streckenblock. Für die nicht regelmäßig vorkommenden Schaltfälle und sonstige Anwendungen wie schlüsselabhängige Weichen, die Anpassung an Stellwerke anderer Bauformen oder nicht normbare Anwendungen wie Anschaltrelais für die Fahrstraßenspeicherung werden Gruppen für freie Schaltung verwendet. Bei diesen sind alle Relaisspulen- und Kontaktanschlüsse auf die Lötösenverteiler herausgeführt. Nur die Verbindungen zwischen den Gruppen sowie zum Bedienplatz, zur Außenanlage und zur Stromversorgung (für die gibt es eine eigene Klemmleiste) werden auf der Baustelle mit Schaltdraht hergestellt. Die Relaisgruppen der Spurplanstellwerke, vor allem bei GS II Sp64, sind äußerlich ähnlich, nur werden mit Ausnahme der Blockrelais ausschließlich Klein- und Haftrelais verwendet. Diese Relaisgruppen sind auch auf der Rückseite abgedeckt und die Anschlüsse werden über Steckerleisten und dazugehörende steckbare Zimmerkabel hergestellt. Anpassungen an unterschiedliche Schaltfälle erfolgen mit Programmsteckern. Diese entsprechen den Steckern der Spurkabel und Ringleitungen, sie enthalten festgelegte Brücken zwischen den Steckerkontakten. An Stelle der Kabelausführung ist eine Scheibe mit einer dreistelligen Nummer eingesetzt, die den Schaltungsfall kennzeichnet. Eine Ausnahme bilden frei projektierte Programmstecker. Sie erhalten die Nummer 999 und sind nicht gegeneinander austauschbar. Für seltene Schaltungsfälle, die nicht über Programmstecker realisierbar sind, gibt es Verteilergruppen Vg. Diese enthalten vier Lötösenverteiler, die von der Vorderseite zugänglich und mit einer Blechplatte abgedeckt sind. Auf den Rückseiten vieler Gruppen gibt es eine zusätzliche Aufnahme für steckbare Kassetten mit Flachrelais, Transformatoren, Widerständen und weiteren Bauelementen. Bei der Bauform GS III Sp68 wurden die Relais in Form der N3/P3-Relais nochmals auf die Hälfte verkleinert und dichter gepackt. Ein Sonderfall sind die Motorrelaisgruppen für die selbsttätige Gleisfreimeldung. Sie entsprechen in Form, Größe und Anschlüssen den Prinzipien der jeweiligen Stellwerksbauform und enthalten sechs Steckplätze für Motorrelais sowie die Phasenwahltransformatoren für die Auswahl der Steuer- und der dazugehörigen Hilfsphase.
Weichenselbstlauf, Fahrstraßensignalstellung (die Start-Ziel-Bedienung wird eingespeichert und nachdem die Weichen in die richtige Lage gelaufen sind, kommt das betreffende Signal in die Stellbereitschaft und kann in diesem Zustand durch manuelle Bedienung, eine gleichzeitig am betreffenden Signal endende und festgelegte Fahrstraße, durch das Eintreffen einer Annäherungsinformation, bei kleineren Stellwerken auch sofort selbsttätig in die Fahrtstellung gebracht werden), Durchfahrbetrieb und Teilfahrstraßen waren seit der Bauform GS II möglich und wurden vor allem bei größeren Anlagen auch eingebaut und genutzt. In Spurplanstellwerken sind diese Einrichtungen prinzipbedingt immer vorhanden, aber abgesehen von der Fahrstraßensignalstellung nicht in jedem Fall in Betrieb. Bei Stellwerken der Bauform GS I und vor allem frühen und kleineren der Bauform GS II muss die Start-Ziel-Bedienung dagegen zweimal erfolgen, einmal für die Fahrstraßeneinstellung und ein zweites Mal für die Fahrstraßenfestlegung und Signalfahrtstellung. Bei Spurplanstellwerken bildet jedes Fahrwegelement, also jede Weiche und jeder Gleisabschnitt, eine eigene Teilfahrstraße, die nach dem Freifahren sofort auflöst und für eine neue Fahrt zur Verfügung steht. Neu war bei der Bauform GS II Sp64b die Bedienungsausschaltung, damit lassen sich einzelne Anlagenteile der Bedienung entziehen. Dieses ersetzt die bei den Vorgängerbauarten noch notwendigen Hilfssperren (in Form von über die Tasten zu steckende Hülsen). Gegenüber den Bauformen GS II DR und GS III Sp68 ist der Funktionsumfang der Bauform GS II Sp64b etwas reduziert, beispielsweise sind nur vier von fünf Geschwindigkeitsstufen (vmax, 100 km/h, 60 km/h, 40 km/h, Frühhalt) signalisierbar. Die nicht signalisierbare Geschwindigkeitsstufe betrifft den gesamten Stellbereich, allerdings war diese Bauform auch für kleine und mittlere Bahnhöfe vorgesehen.
Zusätzlich zum einfachen Durchfahrbetrieb („Signalselbststellbetrieb“), bei dem ein und dieselbe Fahrstraße nach Auflösung immer wieder selbst festgelegt wird, gibt es ab der Bauform GS II Sp64b auch einen Programmselbststellbetrieb. Dieser ermöglicht das fahrplangemäße automatische Wechseln von unterschiedlichen Fahrstraßen, nachdem eine Zugfahrt stattgefunden hat, ohne dass eine weitere Bedienungshandlung durch den Fahrdienstleiter erforderlich ist.
Eine insbesondere bei großen Stellwerken mit Meldetafel genutzte neue Einrichtung der Bauform GS III Sp68 war die Dunkelschaltung des Meldetafelbildes. Damit wird auf die Anzeige der Stellung von nicht durch Fahrstraßen beanspruchten Weichen bei unbelegten Freimeldeabschnitten und der Haltstellung der Hauptsignale bei ungestörtem Hauptrotstromkreis verzichtet. Das Meldetafelbild wird dadurch deutlich ruhiger. Für Sonderfälle wie Fahrten auf Ersatzsignal, Rangieren ohne Fahrstraßen oder Bauarbeiten ist die klassische Ausleuchtung jederzeit anschaltbar.
Durch Lieferengpässe bei der Firma WSSB wurden ab 1976 Gleisbildstellwerke sowjetischer Bauart importiert. Diese Relaisstellwerke werden als EZMG-Stellwerke bezeichnet (EZMG = Elektritscheskaja zentralisazija malych stanzij Germanii = elektrisches Zentralstellwerk für kleine Bahnhöfe in Deutschland). Konstruktiv bedingt konnten diese Stellwerke nur auf kleinen Bahnhöfen eingesetzt werden. Die meisten Stellwerke dieser Bauart waren deshalb in Bahnhöfen von Nebenbahnen eingebaut.
Die letzte Entwicklung von WSSB vor 1990 war die Bauform GS III 80, ebenfalls in mehreren Versionen für unterschiedliche Betriebsverhältnisse. Die Relaisgruppen haben eine glatte Rückseite, damit ist der platzsparende Einbau Rücken an Rücken oder vor der Wand möglich. Infolge der politischen Entwicklung entstanden davon nur noch wenige Anlagen.
Bei allen Spurplanstellwerken der Deutschen Reichsbahn gibt es vom Hersteller, abgesehen von Anlagenteilen in freier Schaltung nur je einen Stromlaufplan für jede vorhandene Relaisgruppe ohne eingetragene Spur- und Ringleitungsverbindungen sowie Programmsteckerbrücken. Diese müssen sich die Mitarbeiter insbesondere bei der Störungssuche aus einem besonderen Programmsteckerverzeichnis heraussuchen. Das Verfolgen eines Strompfades ist deshalb deutlich aufwändiger als bei Fahrstraßenstellwerken mit einem klassischen und vollständigen Satz Stromlaufpläne.
Ein deutlicher Unterschied zu den Stellwerksbauformen der Deutschen Bundesbahn besteht in der Ausleuchtung der Signalfahrtbegriffe. Während bei DB-Stellwerken nahezu die gesamten Signalbegriffe mit allen Lichtpunkten auf den Gleisbildtischen dargestellt werden, gibt es auf DR-Stellwerken nur die Meldung der Haltstellung (rot), Ersatzrot (rot blinkend), alle Fahrt- (grün), Rangierfahrt- sowie Ersatzsignalbegriffe (weiß) und der Warnstellung von Vorsignalen (gelb). Bei Spurplanstellwerken erfolgt die Meldung der Ersatzsignalbegriffe durch weißes Blinklicht. Die Signalstellbereitschaft, beispielsweise bei vorhandenen Annäherungsschaltungen, wird durch ein grünes Blinklicht im Signalsymbol zusätzlich zum roten Standlicht der Haltüberwachung angezeigt. Erreicht ein Signal wegen einer Störung nicht den höchstmöglichen Fahrtbegriff, erscheint eine Sammelmeldung Signalstörung.
Viele Stellwerke der Altbauarten wurden bei der DR mit Elementen der Gleisbildstellwerkstechnik modernisiert oder erweitert, beispielsweise wurden Lichtsignale aufgestellt oder es wurden elektrische Antriebe für weit entfernt liegende Weichen eingebaut. Bei elektromechanischen Stellwerken der Bauform E12/78 sind Relaisanlagen in GS-II-Technik ein untrennbarer Bestandteil.

#### Deutsche Bahn AG
Etwa seit 1987 lösten elektronische Stellwerke bei der Deutschen Bundes- und Reichsbahn bzw. der Deutschen Bahn AG die Relaisstellwerke ab. Trotzdem werden auch weiterhin noch vereinzelt Relaisstellwerke neu gebaut, da insbesondere kleinere Betriebsstellen damit kostengünstiger ausgerüstet werden können als mit elektronischen Stellwerken. Zudem erwiesen sich Relaisstellwerke insbesondere bei Umbauten als flexibler. Erst die Angebote für die neuesten Generationen Sp Dr L60 und Sp Dr S600 enthalten sogenannte Hochgeschwindigkeitsblockgruppen, die Annäherungsinformationen über mehr als einen Blockabschnitt liefern können, wie sie für die linienförmige Zugbeeinflussung oder ETCS benötigt werden.
Die Deutsche Bahn rechnet bei ihren Relaisstellwerken mit einer technischen Nutzungsdauer des Bediensystems von 25 Jahren. Die Innenanlage hat eine Lebenszeit von 40 Jahren, für die Außenanlage wird mit 50 Jahren gerechnet. Die Lebensdauer, in der sich der Betrieb unter technischen und wirtschaftlichen Gesichtspunkten lohne, wird mit 50 Jahren beziffert.
Mitte der 2000er Jahre wurden erste Relaisstellwerke an die Betriebszentralen angebunden. Dazu wurden spezielle Schnittstellen entwickelt. An Betriebszentralen angebunden werden können Relaisstellwerke ab einem bestimmten technischen Funktionsstandard.
Bei der Deutschen Bahn sind noch 1329 Relaisstellwerke in Betrieb (Stand: 2017).
Durch die Firma Hitachi wird eine Lösung angeboten, um von Obsoleszenz und Umbauverboten betroffene Bediensysteme von L60- und S60-Stellwerken durch eine Bedienoberfläche ersetzen zu können, die optisch einem ESTW und funktional einem Relaisstellwerk entspricht. Im Rahmen des Projekts Stuttgart 21 wurde im Jahr 2020 ein entsprechender Ersatz für die mit Umbauverbot belegte Stelltafel im L60-Stellwerk Stuttgart-Zuffenhausen beauftragt, die inzwischen in Betrieb ist. Ende 2021 wurde auch der Umbau von drei Siemens-Stellwerken im Netz Kassel beauftragt.

### Bauarten in Österreich
In Österreich gab es bereits sehr früh vollelektrische Stellwerke.
Erste reine Relaisstellwerke wurden in Österreich von den Wiener Schwachstromwerken (unter diesem Namen firmierte Siemens zu dieser Zeit in Österreich) entwickelt und produziert. Diese wurden mit der Bezeichnung DrS versehen, unterscheiden sich aber aufgrund abweichender Signal- und Betriebsvorschriften in Details und Bedienung von den deutschen Bauarten.
Bei den ersten Anlagen wurde weiterhin auf die klassische Anordnung mit Befehlswerk in der Fahrdienstleitung mit zwei oder mehreren Endstellwerken zurückgegriffen, später aber die Befehlsstelle im selben Gebäude wie eines der Endstellwerke untergebracht (technisch blieben es aber getrennte Anlagen) und in weiterer Folge Zentralstellwerke errichtet.
Die Firma Lorenz war in Österreich erst seit der Übernahme der deutschen SEL und der österreichischen Südbahnwerke durch den ITT-Konzern aktiv. Anfangs baute deswegen ITT-Austria das von den SBW entwickelte EM55 weiter, ein elektromechanisches Stellwerk, das mit selbsttätigem Fahrstraßeneinlauf ausgestattet werden konnte und ab dann Gleistafeln mit den quadratischen Elementen von Lorenz erhielt.
Auch die Spurplantechnik fand Verwendung in Österreich. In Österreich wurden nur zwei Bauarten von vollausgestatteten Spurplanstellwerken gebaut, nämlich das Sp Dr L der Fa. ITT (das auf denselben Prototypen wie das deutsche Sp Dr L20 beruht) und das Sp Dr S von Siemens.
Beide Bauarten wurden im Laufe der Jahre immer wieder verbessert und angepasst, so wurde in Wolfurt das erste Sp Dr L mit Computerbedienung, über das sogenannte Videopult-System der ITT, in Betrieb genommen. Auch Sp Dr S gab es mit Computerbedienung, eines davon stand bis zu dessen Abbruch am Wiener Südbahnhof.
Da die Kosten für Spurplanstellwerke in kleinen Bahnhöfen hoch werden konnten und viele der Funktionen nicht benötigt wurden (z. B. die Teilauflösung von Fahrstraßen), wurde ein vereinfachtes Gleisbildstellwerk (VGS 80) entwickelte, das den Aufbau aus vorgefertigten Relaisgruppen mit vorgefertigten Kabelverbindungen vom Spurplanstellwerk übernimmt, aber viele Funktionen nicht besitzt. Insbesondere findet beim VGS 80 keine Fahrwegsuche statt, sondern es sind feste Fahrstraßen projektiert. Gebaut wurden diese Stellwerke von Siemens, AEG war Zulieferer für Stromversorgung und Stellpult. Äußerlich erkennbar waren diese Stellwerke an ihren sehr kleinen Tischfeldern, die von industriellen Schaltwarten von AEG stammten. Die wesentlichsten Vereinfachungen sind:
- kein selbsttätiger Fahrstraßeneinlauf (beim Drücken von Start- und Zieltaste wird nur die Lage der Weichen geprüft, diese werden aber nicht selbsttätig umgestellt);
- keine Verschubfahrstraßen (Verschubsignale können zusammen mit der entsprechende Gruppentaste auf Frei gestellt werden);
- Fahrstraßen werden immer als Ganzes aufgelöst;
- es gibt keine Möglichkeit zur Ansteuerung von Schutzsignalen.

In den letzten Jahren wurden viele Relaisstellwerke der Bauarten Sp Dr L und Sp Dr S auf eine Bedienung über die Einheitliche Bedienoberfläche EBO umgestellt, um sie auch von Fernsteuerzentralen (BFZ) aus steuern zu können. Jene Stellwerke, bei denen dies nicht möglich ist, werden Schritt für Schritt durch elektronische Stellwerke ersetzt.